# لويس ألفريدو أرانغو
لويس ألفريدو أرانغو (بالإسبانية: Luis Alfredo Arango)‏ هو كاتب ومؤلف وشاعر غواتيمالي، ولد في 1935 في توتونيكابان في غواتيمالا، وتوفي في 3 نوفمبر 2001.